# Lista över insjöar i Strömsunds kommun
Detta är en lista över sjöar i Strömsunds kommun baserad på sjöns utloppskoordinat. Listan är av tekniska skäl uppdelad på flera listor. 

## Listor
- Lista över insjöar i Strömsunds kommun (1-1000)
- Lista över insjöar i Strömsunds kommun (1001-2000)
- Lista över insjöar i Strömsunds kommun (2001-3000)
- Lista över insjöar i Strömsunds kommun (3001-4000)
- Lista över insjöar i Strömsunds kommun (4001-)